# GOLDEN☆BEST 雪村いづみ 〜歩き続けたうたの道〜
『GOLDEN☆BEST 雪村いづみ 〜歩き続けたうたの道〜』（ゴールデン・ベスト ゆきむらいづみ あるきつづけたうたのみち）は、日本の歌手である雪村いづみのベスト・アルバム。
2008年4月16日にビクターエンタテインメントから発売された。

## 解説
2002年、デビュー50周年を記念して発売された3枚組CD『フジヤマ・ママ 雪村いづみ スーパーアンソロジー 1953-1962』に入らなかった歌を中心に選曲された。
合田道人による全曲ライナーノーツ付き。

## 収録曲
Disc 1 〜ポピュラーソングス集〜
1. 想い出のワルツ
2. 青いカナリヤ
3. スワニー
4. 禁じられた遊び
5. マルセリーノの唄
6. 不思議な国のアリス
7. オウ・マイ・パパ
8. アマポーラ
9. 誇り高き男
10. ジャイアンツ
11. ブルー・クリスマス
12. フジヤマ・ママ
13. 天使のハンマ
14. ハロー・ドーリー
15. 踊りあかそう (映画『マイ・フェア・レディ』より)
16. 君を愛す
17. ある愛の詩
18. シェーン / 遥かなる山の呼び声
19. ジャンバラヤ
20. サバの女王
21. やさしく歌って
22. 歌のある限り

Disc 2 〜日本のうた集〜
1. ジャンケン娘
2. 夢のマンボ
3. 山と川のある町
4. 山びこさん物語
5. 河のほとりで
6. ピリカピリカ
7. アイヌの子守唄
8. みんな年頃旅役者
9. 娘ギター弾き
10. 娘サンドイッチマン
11. 自転車娘
  - 雪村いづみ & フランキー堺
12. お祭り娘
13. あんみつ姫
  - 雪村いづみ & ビクター児童合唱団
14. 愛の真珠貝
15. 私は若いから
16. 悲恋の街
  - 雪村いづみ & 山田真二
17. 銀座マリ
18. ズンドコ横丁
19. ペチコート作戦
20. 涙
21. 私は泣かない
22. 約束